# Dzsolaman Sarsenbekov
Dzsolaman Sarsenbekov (Bala-szaruu 1999. szeptember 29. –) kirgiz kötöttfogású birkózó. A 2018-as birkózó-világbajnokságon ezüstérmet nyert 55 kg-os súlycsoportban, szabadfogásban. Kétszeres világbajnoki ezüstérmes birkózó. A 2018-as Ázsia Bajnokságkon ezüstérmet szerzett 55 kg-ban.

## Sportpályafutása
A 2018-as birkózó-világbajnokságon az 55 kg-os súlycsoportban döntőbe jutott. Azeri ellenfele, Eldəniz Əzizli 10–0-ra verte.